# 山形ワインバル
山形ワインバル（やまがたわいんばる）は、山形県上山市で行われているワインイベント。

## 概要
2014年に初開催、かみのやま温泉旅館組合青年部を中心に企画された。上山市内のワイナリーだけではなく、市外や県外から様々なワイナリーが集まる東北地方最大規模のワインイベント。
初夏に年1回開催。会場は上山城周辺および十日町商店街の一部が使用されている。
「各地の個性あふれるワインとの出会いの場所であり続ける」というコンセプトを掲げ、かみのやま産ぶどうを使用したワインに限らず、様々なワイナリーが出店する。また、キッチンカーやフード屋台も多く出店する。

## 出店ワイナリー

### 2025年（5月10日・11日）
- タケダワイナリー（上山市）、ウッディファーム＆ワイナリー（上山市）、ベルウッドヴィンヤード（上山市）、Voyaage de YUUAI（上山市）、Nora（上山市）、DROP（上山市）、Celler La Família（上山市）、Agri-Cœur（上山市）、たかのはな（上山市）、ドメーヌ・コマクサ（上山市）、蔵王葡萄酒工房（上山市）、月山トラヤワイナリー（西川町）、朝日町ワイン（朝日町）、東根フルーツワイン（東根市）、OIZUMI VINES WINERY（天童市）、ドメーヌケロス（天童市）、南東北サンシャインファーム（山形市）、かほくらし社（河北町）、高畠ワイナリー（高畠町）、大浦葡萄酒（南陽市）、酒井ワイナリー（南陽市）、須藤ぶどう酒（南陽市）、グレープリパブリック（南陽市）、金渓ワイン（南陽市）、月山ワイン山ぶどう研究所（鶴岡市）、PINO COLLINA MATSUGAOKA（鶴岡市）、HOCCA WINERY（鶴岡市）、岩手くずまきワイン（葛巻町）、自園自醸ワイン 紫波（紫波町）、エーデルワイン（花巻市）、ベスビナエ（花巻市）、高橋葡萄園（花巻市）、大迫佐藤葡萄園（花巻市）、アールペイザンワイナリー（花巻市）、もんのすけ農園（花巻市）、南三陸ワイナリー（南三陸町）、大﨑ワイナリー（大崎市）、了美ヴィンヤード＆ワイナリー（大和町）、秋保ワイナリー（仙台市）、ヤクワビンヤード（仙台市）、good'ay winery（仙台市）、Yuz farm ＆ vineyard（七ヶ宿町）、ふくしま農家の夢ワイン（二本松市）、WINERY AZUMA SANROKU（福島市）、ふくしま逢瀬ワイナリー（郡山市）、いわきワイナリー（いわき市）、つがるワイナリー（鶴田町）、岩の原ワイン（上越市）、カーブドッチワイナリー（新潟市）、ルサンクワイナリー（新潟市）、カンティーナ・ジーオセット（新潟市）、フェルミエ（新潟市）、胎内高原ワイナリー（胎内市）、越後ワイナリー（南魚沼市）ココ・ファーム・ワイナリー（足利市）、サントネージュワイン（山梨市）、サントリー富の丘ワイナリー（甲斐市）、サントリー塩尻ワイナリー（塩尻市）

### 2024年（5月11日・12日）
- タケダワイナリー（上山市）、ウッディファーム＆ワイナリー（上山市）、ベルウッドヴィンヤード（上山市）、ふぁーすと・すてっぷ（上山市）、Nora（上山市）、DROP（上山市）、Celler La Família（上山市）、Agri-Cœur（上山市）、たかのはな（上山市）、サントネージュワイン（山梨市）、南三陸ワイナリー（南三陸町）、ココ・ファーム・ワイナリー（足利市）、月山トラヤワイナリー（西川町）、朝日町ワイン（朝日町）、東根フルーツワイン（東根市）、OIZUMI VINES WINERY（天童市）、ドメーヌケロス（天童市）、南東北サンシャインワイナリー（山形市）、かほくワイン（河北町）、高畠ワイナリー（高畠町）、大浦葡萄酒（南陽市）、酒井ワイナリー（南陽市）、紫金園 須藤ぶどう酒（南陽市）、グレープリパブリック（南陽市）、金渓ワイン（南陽市）、月山ワイン山ぶどう研究所（鶴岡市）、ピノ・コッリーナ 松ケ岡（鶴岡市）、HOCCA WINERY（鶴岡市）、岩手くずまきワイン（葛巻町）、自園自醸ワイン紫波（紫波町）、エーデルワイン（花巻市）、VESPINAE（花巻市）、高橋葡萄酒（花巻市）、大迫佐藤葡萄園（花巻市）、アールペイザンワイナリー（花巻市）、もんのすけ農園（花巻市）、大崎ワイナリー（大崎市）、秋保ワイナリー（仙台市）、good'ay winery（仙台市）、ヤクワビンヤード（仙台市）、ふくしま農家の夢ワイン（二本松市）、吾妻山麓醸造所（福島市）、ふくしま逢瀬ワイナリー（郡山市）、岩の原ワイン（上越市）、カーブドッチワイナリー（新潟市）、ルサンクワイナリー（新潟市）、カンティーナ・ジーオセット（新潟市）、フェルミエ（新潟市）、胎内高原ワイナリー（胎内市）、越後ワイナリー（南魚沼市）、サントリー登美の丘ワイナリー（甲斐市）

### 2023年（7月1日）
- タケダワイナリー（上山市）、ウッディファーム＆ワイナリー（上山市）、Celler La Família（上山市）、Agri-Cœur（上山市）、DROP（上山市）、Nora（上山市）、ベルウッドヴィンヤード（上山市）、ふぁーすと・すてっぷ（上山市）、南東北サンシャインファーム（山形市）、ココ・ファーム・ワイナリー（栃木県）、南三陸ワイナリー（宮城県）、須藤ぶどう酒（南陽市）、エーデルワイン（岩手県）、高橋葡萄園（岩手県）、大迫佐藤葡萄園（岩手県）、秋保ワイナリー（宮城県）、good'ay winery（宮城県）、大﨑ワイナリー（宮城県）、吾妻山麓醸造所（福島県）、岩の原ワイン（新潟県）、フェルミエ（新潟県）、カーブドッチワイナリー（新潟県）、サントリー登美の丘ワイナリー（山梨県）、フルーツ農園大泉（天童市）、東根フルーツワイン（東根市）、高畠ワイナリー（高畠町）、グレープリパブリック（南陽市）、HOCCA WINERY（鶴岡市）、ピノ・コッリーナ ファームガーデン＆ワイナリー松ケ岡（鶴岡市）、自園自醸ワイン 紫波（岩手県）、アールペイザンワイナリー（岩手県）、ドメーヌケロス（天童市）、月山トラヤワイナリー（西川町）、大浦葡萄酒（南陽市）、酒井ワイナリー（南陽市）、べスピナエ（岩手県）、もんのすけ農園（岩手県）、了美ヴィンヤード＆ワイナリー（宮城県）、ふくしま農家の夢ワイン（福島県）、ルサンクワイナリー（新潟県）、サントネージュワイン（山梨県）、朝日町ワイン（朝日町）、佐藤ぶどう酒（南陽市）、月山ワイン山ぶどう研究所（鶴岡市）、岩手くずまきワイン（岩手県）、胎内高原ワイナリー（新潟県）、カンティーナ・ジーオセット（新潟県）

### 2022年（7月2日）
- タケダワイナリー（上山市）、ココファーム＆ワイナリー（栃木県）、秋保ワイナリー（宮城県）、ルサンクワイナリー（新潟県）、ウッディファーム＆ワイナリー（上山市）、ベルウッドヴィンヤード（上山市）、サントリー登美の丘ワイナリー（山梨県）、エーデルワイン（岩手県）、ふくしま農家の夢ワイン（福島県）、須藤ぶどう酒（南陽市）、大浦葡萄酒（南陽市）、朝日町ワイン（朝日町）、サントネージュワイン（山梨県）、了美ヴィンヤード＆ワイナリー（宮城県）、胎内高原ワイナリー（新潟県）、Nora（上山市）、南三陸ワイナリー（宮城県）、月山トラヤワイナリー（西川町）、佐藤ぶどう酒（南陽市）、ふぁーすとすてっぷ（上山市）、ワイナリーこのはな（秋田県）、大﨑ワイナリー（宮城県）、かみのやまテロワール（上山市）、岩手くずまきワイン（岩手県）、東根フルーツワイン（東根市）、グレープリパブリック（南陽市）、フェルミエ（新潟県）、月山ワイン山ぶどう研究所（鶴岡市）、南東北サンシャインファーム（山形市）、MKファームこぶし（岩手県）、フルーツ農園大泉（天童市）、カンティーナ・ジーオセット（新潟県）、高畠ワイナリー（高畠町）、酒井ワイナリー（南陽市）、高橋葡萄園（岩手県）、DROP（上山市）

### 2021年（9月4日）
- タケダワイナリー（上山市）、ウッディファーム＆ワイナリー（上山市）、ベルウッドヴィンヤード　（上山市）、ふぁーすと・すてっぷ　（上山市）、かみのやまテロワール【市役所有志】（上山市）、月山トラヤワイナリー（西川町）、浜田ワイナリー（米沢市）、高畠ワイナリー（高畠町）、朝日町ワイン（朝日町）、東根フルーツワイン（東根市）、南東北サンシャインファーム（山形市）、大浦葡萄酒（南陽市）、酒井ワイナリー（南陽市）、紫金園須藤ぶどう酒（南陽市）、フルーツ農園大泉（天童市）、ふくしま農家の夢ワイン（二本松市）、岩手くずまきワイン（葛巻町）、エーデルワイン（花巻市）、自園自醸ワイン紫波（紫波町）、南三陸ワイナリー（南三陸町）、秋保ワイナリー（仙台市）、了美ヴィンヤード＆ワイナリー（大和町）、大﨑ワイナリー（大崎市）、ココ・ファーム・ワイナリー（足利市）、カーブドッチ・ワイナリー（新潟市）、サントリーワインインターナショナル（山梨県）、サントネージュ（山梨県）

### 2020年
- コロナ禍により開催せず

### 2019年（7月26日）
- 蔵王ウッディファーム、タケダワイナリー、朝日町ワイン、ふぁーすと・すてっぷ、ベルウッドヴィンヤード、かみのやまテロワール、サントリーワインインターナショナル、ワイナリーこのはな、岩の原葡萄園、酒井ワイナリー、月山トラヤワイナリー、フェルミエ、高畠ワイナリー、浜田ワイナリー、Yellow Majic Winery、グレープリパブリック、ココファームワイナリー、高橋葡萄園、ヤマガッタ、月山ワイン、南東北サンシャインファーム、東根フルーツワイン、エーデルワイン、ふくしま農家の夢ワイン、マンズワイン勝沼ワイナリー、大浦葡萄酒、佐藤ぶどう酒、須藤ぶどう酒、サントネージュ、天童ワイン、カーブドッチワイナリー、ルサンクワイナリー、胎内高原ワイナリー、カッティーナ・ジーオセット、自園自醸ワイン紫波、くずまきワイン

### 2018年（7月7日）
- タケダワイナリー、ウッディーファーム＆ワイナリー、ベルウッドヴィンヤード、ふぁーすと・すてっぷ、かみのやまテロワール、サントネージュワイン、朝日町ワイン、月山ワイン、天童ワイン、グレープリパブリック、金渓ワイン、須藤ぶどう酒、大浦葡萄酒、酒井ワイナリー、東根フルーツワイン、高畠ワイナリー、月山トラヤワイナリー、南東北サンシャインファーム、ココファームワイナリー、岩の原葡萄園、くずまきワイン、エーデルワイン、自園自醸ワイン紫波、高橋葡萄園、ふくしま農家の夢ワイン、マンズワイン勝沼ワイナリー、フェルミエ、カッティーナ・ジーオセット、サントリー登美の丘ワイナリー

### 2017年（7月8日・9日）
- 26団体のワイナリーが参加

### 2016年（7月9日）
- タケダワイナリー、蔵王ウッディファーム、月山トラヤワイナリー、モンサンワイン、朝日町ワイン、高畠ワイナリー、佐藤ぶどう酒、大浦葡萄酒、須藤ぶどう酒、酒井ワイナリー、天童ワイン、月山ワイン山ぶどう研究所、サントネージュワイン、サントリーワインインターナショナル、ココファームワイナリー、岩の原葡萄園、くずまきワイン

### 2015年（7月5日）
- 12団体のワイナリーが参加

### 2014年（7月6日）
- タケダワイナリー、サントリー、アサヒビール、ココファームワイナリー、佐藤ぶどう酒、大浦ぶどう酒、須藤ぶどう酒工場、高畠ワイナリー、月山トラヤワイナリー、蔵王ウッディファーム＆ワイナリー

## その他
上山市は、他のブドウ産地に比べて降雨量が少なく、日当たりの良い傾斜地が多いこと、土地の水はけが良いこと、昼と夜の寒暖差が大きいことなどブドウ栽培に適した豊かな風土（かみのやまのテロワール）があり、その風土を熟知したぶどう生産者やワイン醸造者が暮らすワイン産地となっている。山形盆地の南側に位置し上山盆地とも呼ばれる。
サントリーワインなどがその質の高さから「かみのやま」を商品名として採用していることや、国際的な会議における食事会での使用、コンクールなどで高く評価されるなど、年々ワインの郷として注目を集める地域となっている。
2014年「かみのやま産のワインによる乾杯を推進する条例」の制定、2015年「かみのやまワインの郷プロジェクト」の開始、2016年内閣府による構造改革特別区域「かみのやまワイン特区」に認定されるなど、ワインのブランド化、振興、観光資源としての活用を図る。ワインの作り手を増やすための行政の支援も充実し、県内外からワインづくりを目的に移住する人も増えている。
かみのやまワインでは、ブドウの品種として、デラウェア、カベルネ・ソーヴィニョン、メルロー、マスカット・ベーリーA、シャルドネが使用されることが多い。なお、他にも、ナイアガラ、ブラッククィーン、リースリング、プティ・マンサン、ソーヴィニヨン・ブラン、北醇などを使用したワインもみられる。
2023年4月、ワインの街であることを具現化するべく、かみのやま温泉駅前にある「かみのやま温泉観光案内所」内に「山形ワインカーヴ」がオープンし、かみのやまワインや山形ワインバルに出店しているワイナリーの商品について試飲や購入ができるようになった。